# King of General
King of General – trzeci album studyjny Michaela Rose’a, jamajskiego wykonawcy muzyki reggae.
Płyta została wydana w roku 1994 przez japońską wytwórnię Hibrite Records. Produkcją krążka zajął się sam wokalista we współpracy z żoną Carolle.

## Lista utworów
1. "Rude Boy General"
2. "Sinsemilla"
3. "Beautiful"
4. "Guess Who's Coming To Dinner"
5. "I Love King Selassie (Jah Live)"
6. "Youth Of Eglington"
7. "Bad Mind, Bad Boy (In Town)"
8. "Hurry Home Baby"